# STS-90
STS-90 est la vingt-cinquième mission de la navette spatiale Columbia.

## Équipage
- Commandant : Richard A. Searfoss (3)  États-Unis
- Pilote : Scott Douglas Altman (1)  États-Unis
- Spécialiste de mission : Richard M. Linnehan (2)  États-Unis
- Spécialiste de mission : Dafydd Rhys Williams (1)  Canada du CSA
- Spécialiste de mission : Kathryn P. Hire (1)  États-Unis
- Spécialiste de la charge utile : Dr Jay C. Buckey (1)  États-Unis
- Spécialiste de la charge utile : Dr James A. Pawelzyk (1)  États-Unis

Equipage de réserve:
- Spécialiste de la charge utile : Dr Alexander W. Dunlap (hu) (0)  États-Unis
- Spécialiste de la charge utile : Dr Chiaki Mukai (1)  Japon du JAXA

Le chiffre entre parenthèses indique le nombre de vols spatiaux effectués par l'astronaute au moment de la mission.

## Paramètres de la mission
- Masse :
  - Navette à vide : 105 462 kg
  - Chargement : 10 788 kg
- Périgée : 247 km
- Apogée : 274 km
- Inclinaison : 39,0°
- Période : 89.7 min

## Objectifs
L'objectif de la mission fut la dernière mission Spacelab dite Neurolab, expérience de neuroscience.